# Награди „Оскар“ (14-а церемония)
Четиринадесетата церемония по връчване на филмовите награди „Оскар“ се провежда на 26 февруари 1942 година в балната зала „Билтмор Боул“ на хотел Билтмор, Лос Анджелис, Калифорния. На нея се връчват призове за най-добри постижения във филмовото изкуство през 1941 година. Водещ на церемонията е комикът Боб Хоуп.
Сред големите претенденти на вечерта са „Сержант Йорк“ на Хауърд Хоукс, „Гражданинът Кейн“ на Орсън Уелс и „Колко зелена беше моята долина“ за който Джон Форд получава трети „Оскар“ за режисура в кариерата си.
Вниманието на публиката е насочено и към съревнованието на сестрите Джоан Фонтейн и Оливия де Хавиланд в категорията за най-добра женска роля.
Това е първата церемония в която се въвежда категория за най-добър документален филм. Първият носител на отличието е филмът „Островът на Чърчил“ на режисьора Стюарт Лег.

## Номинации и Награди
Долната таблица показва номинациите за наградите по категории. Победителите са изписани на първо място с удебелен шрифт.
| Най-добър филм | Най-добър режисьор |
| --- | --- |
| - Колко зелена беше моята долина - Цветове в прахта - Гражданинът Кейн - Господин Джордан се задава - Задръжте зората - Лисичета - Малтийският сокол - Стъпка в рая - Сержант Йорк - Подозрение                                                 | - Джон Форд – Колко зелена беше моята долина - Уилям Уайлър – Лисичета - Александър Хол – Господин Джордан се задава - Хауърд Хоукс – Сержант Йорк - Орсън Уелс – Гражданинът Кейн                                  |
| Най-добра мъжка роля | Най-добра женска роля |
| - Гари Купър – Сержант Йорк - Уолтър Хюстън – Всичко, което парите могат да купят - Робърт Монтгомъри – Господин Джордан се задава - Кари Грант – Серенада за едно пени - Орсън Уелс – Гражданинът Кейн                                         | - Джоан Фонтейн – Подозрение - Барбара Стануик – Огнена топка - Оливия де Хавиланд – Задръжте зората - Гриър Гарсън – Цветове в прахта - Бети Дейвис – Лисичета                                                     |
| Най-добра поддържаща мъжка роля | Най-добра поддържаща женска роля |
| - Доналд Крисп – Колко зелена беше моята долина - Джеймс Глийсън – Господин Джордан се задава - Уолтър Бренан – Сержант Йорк - Чарлс Кобърн – Дяволът и мис Джоунс - Сидни Грийнстрийт – Малтийският сокол                                      | - Мери Астор – Великата лъжа - Сара Олгуд – Колко зелена беше моята долина - Маргарет Уичърли – Сержант Йорк - Патрисия Колиндж – Лисичета - Тереза Райт – Лисичета                                                 |
| Най-добър оригинален сценарий | Най-добър адаптиран сценарий |
| - Гражданинът Кейн – Херман Манкуиц и Орсън Уелс - Сержант Йорк – Джон Хюстън, Хауърд Кох, Абем Финкел и Хари Чандли - Висок, мрачен и красив – Карл Тънберг и Даръл Уеър - Дяволът и мис Джоунс – Норман Красна - Том, Дик и Хари – Пол Жерико | - Господин Джордан се задава – Сидни Бъчман и Сетън Милър - Задръжте зората – Чарлс Бракет и Били Уайлдър - Колко зелена беше моята долина – Филип Дюн - Лисичета – Лилиън Хелман - Малтийският сокол – Джон Хюстън |

## Филми с множество номинации
Долуизброените филми получават повече от 2 номинации в различните категории за настоящата церемония:
- 11 номинации: Сержант Йорк
- 10 номинации: Колко зелена беше моята долина
- 9 номинации: Гражданинът Кейн, Лисичета
- 7 номинации: Господин Джордан идва
- 6 номинации: Задръжте зората
- 4 номинации: Цветове в прахта, Огнена топка, Лейди Хамилтън
- 3 номинации: Шоколадовият войник, Малтийският сокол, Серенада в слънчевата долина, На залез слънце, Подозрение

## Почетни награди
- Рей Скот
- Леополд Стоковски
- Уолт Дисни, Уилям Гарити, Джон Хоукинс и RCA Manufacturing Company